# Peromyscus eremicus
Peromyscus eremicus és una espècie de mamífer rosegador de la família dels cricètids. Viu a altituds d'entre 35 i 2.130 msnm a Mèxic i els Estats Units. Els seus hàbitats preferits són els matollars desèrtics, els vessants rocosos i les planes de sòl sorrenc amb vegetació dispersa. És una espècie en risc mínim, és a dir, no sembla que hi hagi cap amenaça significativa per a la seva supervivència. El seu nom específic, eremicus, significa ‘solitari’ en llatí.